# Maroua
Maroua város Kamerunban, az ország legészakibb tartományának, a Távol-Északinak a székhelye és fő iszlám központja. A Ferngoés a Kaliao folyó között fekszik. Nevének jelentése "a Mandara-hegység lábainál húzódó". Lakossága 201 000 fő volt 2005-ben.
Gyapotipari központ. További fő árucikkei: szarvasmarha, földimogyoró, köles, cirok.
Hagyományos stílusú épületei többnyire agyagból készültek. A város hangulata éles ellentétben áll a délebbre fekvő modern városokéval.

## Fordítás
Ez a szócikk részben vagy egészben  a   Maroua című angol Wikipédia-szócikk fordításán alapul.  Az eredeti cikk szerkesztőit annak laptörténete sorolja fel. Ez a jelzés csupán a megfogalmazás eredetét és a szerzői jogokat jelzi, nem szolgál a cikkben szereplő információk forrásmegjelöléseként.
1. ↑  https://webcitation.org/6FiAeElGy?url=http://www.geohive.com/cntry/cameroon.aspx